# Camille Decoppet
Camille Decoppet (Suscévaz, 4 giugno 1882 – Berna, 14 gennaio 1925) è stato un politico svizzero.
Nel luglio 1912 è stato eletto nel Consiglio federale svizzero, rimanendovi fino al dicembre 1919. Nel corso del suo mandato ha diretto il Dipartimento federale dell'interno (1912), il Dipartimento federale di giustizia e polizia (1913) e il Dipartimento federale della difesa, della protezione della popolazione e dello sport (1914-1919).
Era rappresentante del Partito Liberale Radicale.
Ha ricoperto la carica di Presidente della Confederazione svizzera nel 1916.